# Parapholidoptera intermixta
Parapholidoptera intermixta är en insektsart som beskrevs av Karabag 1961. Parapholidoptera intermixta ingår i släktet Parapholidoptera och familjen vårtbitare. Inga underarter finns listade i Catalogue of Life.